# 왕대머리수리

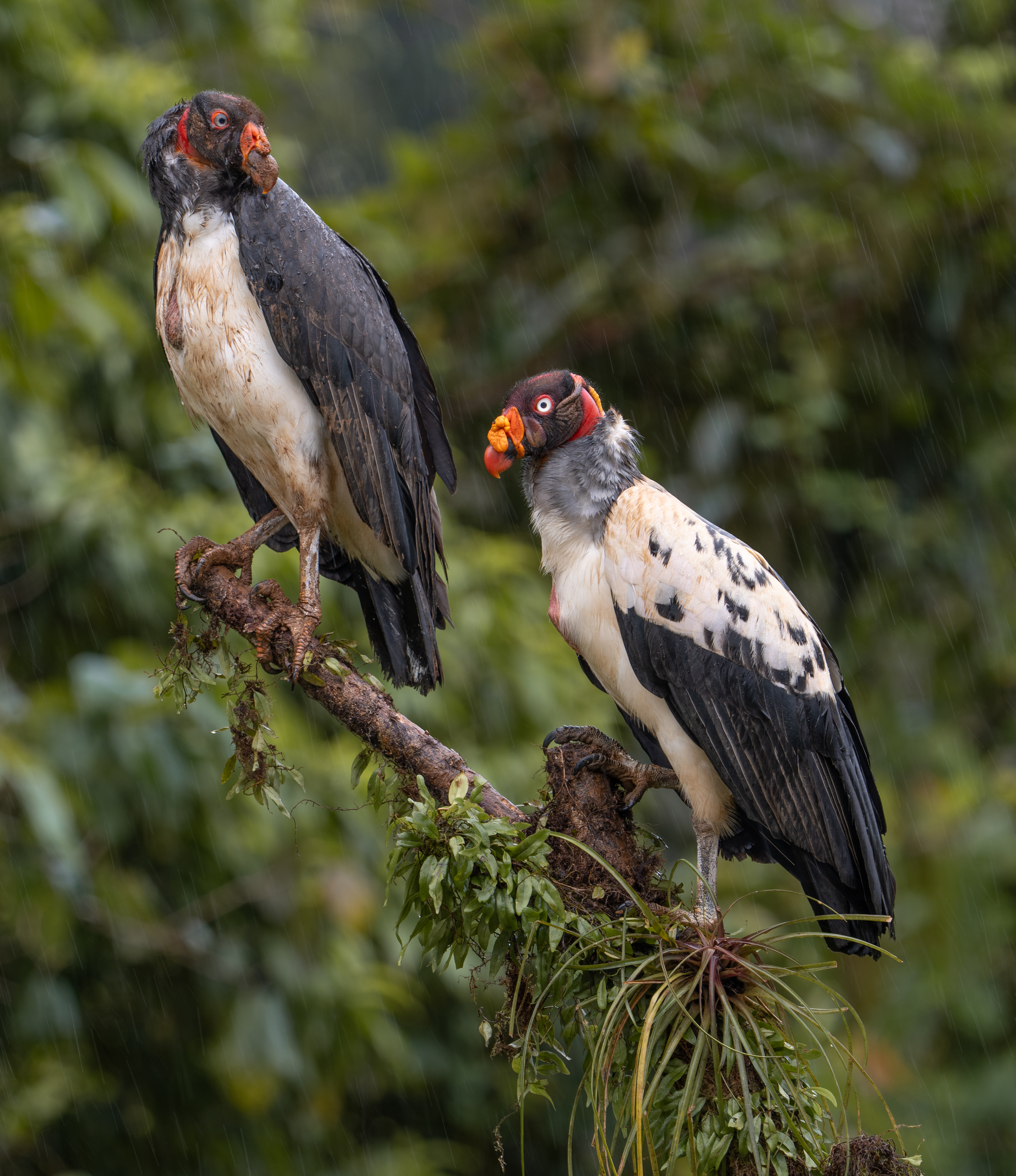
코스타리카의 어린 새와 다 큰 새

왕대머리수리(Sarcoramphus papa)는 중앙아메리카와 남아메리카에서 발견되는 큰 새이다. 콘도르과(Cathartidae)의 개체이다. 이 독수리는 주로 멕시코 남부에서 아르헨티나 북부까지 이어지는 열대 저지대 숲에 서식한다. 화석이 알려져 있지만 사르코람푸스(Sarcoramphus) 속의 유일한 생존 개체이다.
크고 주로 흰색인 왕대머리수리에는 회색에서 검은색의 깃, 비행 및 꼬리 깃털이 있다. 머리와 목은 대머리이며 피부색은 노란색, 주황색, 파란색, 보라색, 빨간색 등 다양하다. 왕대머리수리의 부리에는 매우 눈에 띄는 주황색 다육질의 카룬클이 있다. 이 독수리는 청소부이며 종종 신선한 시체를 처음으로 잘라낸다. 또한 시체에서 더 작은 신세계 독수리 종을 대체한다. 왕대머리수리는 비자연 상태에서 최대 30년까지 사는 것으로 알려져 있다.